# Leslie Hope
Leslie Hope, född 6 maj 1965 i Halifax, Nova Scotia, är en kanadensisisk skådespelare som främst är känd i rollen som Teri Bauer i första säsongen av tv-serien 24, där hon spelade mot bland andra Kiefer Sutherland och Elisha Cuthbert.

## Filmografi
- 1986 – The München Strike
- 1988 – Talk Radio
- 1988 – Kansas
- 1990 – Sopåkarna
- 1990 – Städklippet
- 1991 – Den stora bluffen
- 1993 – Dubbelgångaren
- 1993 – Sweet Killing
- 1995 – Hämndens ängel
- 1995 – First Degree
- 1996 – Djävulens lärarinna
- 1998 – Blackout Effect
- 1998 – Shadow builder
- 1998 – Eviga band
- 1999 – Osaliga andar
- 1999 – Dark Secrets
- 1999 – The Life Before This
- 2000 – Robocop: Återuppståndelse
- 2000 – RoboCop: Crash & Burn
- 2000 – Bruiser
- 2000 – Robocop: Härdsmälta
- 2000 – Evil
- 2001 – Sanctuary
- 2001 – Stolen Miracle
- 2001–2002 – 24 (TV-serie)
- 2002 – Dragonfly
- 2003 – An Unexpected Love
- 2003 – The Incredible Mrs. Ritchie
- 2003 – The Death and Life of Nancy Eaton
- 2004 – Meltdown
- 2004 – H2O: The Last Prime Minister
- 2007 – Don't Cry Now
- 2007 – Everest
- 2008 – Never Back Down
- 2009 – Uppdrag makt
- 2009 – Jesse Stone: Thin Ice
- 2010 – Seven Deadly Sins
- 2015 – Crimson Peak